# Nogomet na OI 2024.
Nogometni turnir na Ljetnim olimpijskim igrama 2024. održao se u Francuskoj od 24. srpnja do 10. kolovoza 2024. Ždrijeb je održan u Parizu 20. ožujka 2024.
Osim grada domaćina Olimpijskih igara Pariza, utakmice su se također igrale u: Bordeauxu, Décines-Charpieu (blizu Lyona), Marseilleu, Nantesu, Nici i Saint-Étienneu.
Bila su predviđena dva natjecanja: muški i ženski turnir. Muške momčadi ograničene su na igrače mlađe od 23 godine (rođene 1. siječnja 2001. ili kasnije) s maksimalno tri starija igrača, dok za ženske momčadi nema dobnih ograničenja.
Kanada je bila braniteljica naslova kod žena, dok je Brazil bio dvostruki branitelj naslova kod muškaraca, ali se nije uspio kvalificirati za ove Olimpijske igre.

## Raspored
| GF | Grupna faza | ČF | Četvrtfinala | PF | Polufinala | B | Utakmica za broncu | F | Finale |

| Datum    | Sri 24 | Čet 25 | Pet 26 | Sub 27 | Ned 28 | Pon 29 | Uto 30 | Sri 31 | Čet 1 | Pet 2 | Sub 3 | Ned 4 | Pon 5 | Uto 6 | Sri 7 | Čet 8 | Pet 9 | Sub 10 |
| -------- | ------ | ------ | ------ | ------ | ------ | ------ | ------ | ------ | ----- | ----- | ----- | ----- | ----- | ----- | ----- | ----- | ----- | ------ |
| Muškarci | GF     |        |        | GF     |        |        | GF     |        |       | ČF    |       |       | PF    |       |       | B     | F     |        |
| Žene     |        | GF     |        |        | GF     |        |        | GF     |       |       | ČF    |       |       | PF    |       |       | B     | F      |

## Stadioni
Ukupno se igralo na sedam stadiona, kako je odlučeno u prosincu 2020.
| Marseille               | Décines-Charpieu (okolica Lyona) | Paris                 |
| ----------------------- | -------------------------------- | --------------------- |
| Stade de Marseille      | Stade de Lyon                    | Park prinčeva         |
| Kapacitet: 67,394       | Kapacitet: 59,186                | Kapacitet: 47,929     |
|                         |                                  |                       |
| Stade de Bordeaux       |                                  |                       |
| Kapacitet: 42,115       |                                  |                       |
|                         |                                  |                       |
| Saint-Étienne           | Nice                             | Nantes                |
| Stade Geoffroy-Guichard | Stade de Nice                    | Stade de la Beaujoire |
| Kapacitet: 41,965       | Kapacitet: 36,178                | Kapacitet: 35,322     |
|                         |                                  |                       |

## Skupine - muški turnir
- Skupina A: Francuska, SAD, Novi Zeland, Gvineja
- Skupina B: Argentina, Maroko, Irak, Ukrajina
- Skupina C: Španjolska, Egipat, Dominikanska Republika, Uzbekistan
- Skupina D: Japan, Izrael, Mali, Paragvaj